# Lista över tyska fältmarskalkar
Detta är en lista över tyska fältmarskalkar.
- Johann Tserclaes Tilly (1554–1632), fältmarskalk 1618
- Hans Georg von Arnim (1583–1641), fältmarskalk 1628
- Gottfried Heinrich zu Pappenheim (1594–1632), fältmarskalk 1630
- Matthias Gallas (1584–1647), fältmarskalk 1632
- Melchior von Hatzfeld (1593–1658), fältmarskalk 1641
- Johann von Götz (1599–1645), fältmarskalk 1642
- Franz von Mercy, (1595–1645), generalfältmarskalk 1643
- Ottavio Piccolomini (1599–1656), fältmarskalk 1648
- Georg von Derfflinger (1606–1695), fältmarskalk 1670
- Jakob Heinrich von Flemming (1667–1728), fältmarskalk 1711
- Matthias von der Schulenburg (1661–1747), fältmarskalk 1734
- James Keith, (1696–1758), fältmarskalk 1747
- Fredrik Ludvig Dohna (1694–1749), fältmarskalk 1747
- Gebhard Leberecht von Blücher (1742–1819), fältmarskalk 1813
- Ludwig Yorck von Wartenburg (1759–1830), fältmarskalk 1821
- August Neithart von Gneisenau (1760–1831), fältmarskalk 1825
- Karl Friedrich von Steinmetz, generalfältmarskalk 1871
- Helmuth von Moltke d.ä. (1800–91), generalfältmarskalk 1871
- Albrecht von Roon (1803–79), generalfältmarskalk 1873
- Frans Josef I av Österrike (1830–1916), fältmarskalk 1895
- Alfred von Waldersee (1832–1904), fältmarskalk 1900
- Gottlieb von Haeseler (1836–1919), generalfältmarskalk 1905
- Wilhelm von Hahnke (1833–1912), generalfältmarskalk 1905
- Walter von Loë (1828–1908), generalfältmarskalk 1905
- Prins Arthur, hertig av Connaught och Strathearn (1850–1914), generalfältmarskalk 1906
- Carol I av Rumänien (1839–1914), generalfältmarskalk 1909
- Max von Bock und Pollach (1842–1915), generalfältmarskalk 1911
- Alfred von Schlieffen (1833–1913), generalfältmarskalk 1911
- Colmar von der Goltz (1843–1916), generalfältmarskalk 1911
- Georg V av Storbritannien, generalfältmarskalk 1911
- Fredrik August III av Sachsen (1865–1932), generalfältmarskalk 1912
- Konstantin I av Grekland (1868–1923), generalfältmarskalk 1913
- Paul von Hindenburg (1847–1934), generalfältmarskalk 1914
- Karl von Bülow (1846–1921), generalfältmarskalk 1914
- Fredrik av Österrike-Teschen (1856–1936), generalfältmarskalk 1915
- August von Mackensen (1849–1945), generalfältmarskalk 1915
- Ludvig III av Bayern (1845–1921), generalfältmarskalk 1915
- Franz Conrad von Hötzendorf, generalfältmarskalk 1916
- Ferdinand av Bulgarien (1861–1948), generalfältmarskalk 1916
- Mehmed V (1844–1918), generalfältmarskalk 1916
- Rupprecht av Bayern (1869–1955), generalfältmarskalk 1916
- Leopold av Bayern (1846–1930), generalfältmarskalk 1916
- Albrecht, hertig av Württemberg (1865–1939), generalfältmarskalk 1916
- Vilhelm II av Württemberg (1848–1918), generalfältmarskalk 1916
- Hermann von Eichhorn (1848–1918), generalfältmarskalk 1917
- Remus von Woyrsch (1847–1920), generalfältmarkskalk 1917
- Karl I av Österrike (1887–1922), generalfältmarkskalk 1917
- Werner von Blomberg (1878–1946), generalfältmarskalk 1936
- Hermann Göring (1893–1946), generalfältmarskalk 1938 (eg. Riksmarskalk, en medeltida titel).
- Gerd von Rundstedt (1875–1953), generalfältmarskalk 1940
- Wilhelm Keitel (1882–1946), generalfältmarskalk 1940
- Fedor von Bock (1880–1945), generalfältmarskalk 1940
- Albert Kesselring (1885–1960), generalfältmarskalk 1940
- Walter von Brauchitsch (1881–1948), generalfältmarskalk 1940
- Wilhelm von Leeb (1876–1956), generalfältmarskalk 1940
- Wilhelm List (1880–1971), generalfältmarskalk 1940
- Walter von Reichenau (1884–1942), generalfältmarskalk 1940
- Erhard Milch (1892–1972), generalfältmarskalk 1940
- Erwin von Witzleben (1881–1944), generalfältmarskalk 1940
- Günther von Kluge (1882–1944), generalfältmarskalk 1940
- Hugo Sperrle (1885–1953), generalfältmarskalk 1940
- Erwin Rommel (1891–1944), generalfältmarskalk 1942
- Georg von Küchler (1881–1968), generalfältmarskalk 1942
- Erich von Manstein (1887–1973), generalfältmarskalk 1942
- Friedrich Paulus (1890–1957), generalfältmarskalk 1943
- Ernst Busch (1885–1945), generalfältmarskalk 1943
- Ewald von Kleist (1881–1954), generalfältmarskalk 1943
- Wolfram von Richthofen (1895–1944), generalfältmarskalk 1943
- Maximilian Weichs (1881–1954), generalfältmarskalk 1943
- Walter Model (1891–1945), generalfältmarskalk 1944
- Robert von Greim (1892–1945), generalfältmarskalk 1945
- Ferdinand Schörner (1892–1973), generalfältmarskalk 1945

## Nazityskland (1933–45)
| Namn                         | Utnämnd          | Född resp avliden | Bild | Referens |
| ---------------------------- | ---------------- | ----------------- | ---- | -------- |
| Werner von Blomberg          | 20 april 1936    | 1878–1946         |      | [ 1 ]    |
| Hermann Göring               | 4 februari 1938  | 1893–1946         |      | [ 2 ]    |
| Fedor von Bock               | 19 juli 1940     | 1880–1945         |      | [ 3 ]    |
| Walther von Brauchitsch      | 19 juli 1940     | 1881–1948         |      | [ 4 ]    |
| Albert Kesselring            | 19 juli 1940     | 1885–1960         |      | [ 5 ]    |
| Wilhelm Keitel               | 19 juli 1940     | 1882–1946         |      | [ 6 ]    |
| Günther von Kluge            | 19 juli 1940     | 1882–1944         |      | [ 7 ]    |
| Wilhelm Ritter von Leeb      | 19 juli 1940     | 1876–1956         |      | [ 8 ]    |
| Wilhelm List                 | 19 juli 1940     | 1880–1971         |      | [ 9 ]    |
| Erhard Milch                 | 19 juli 1940     | 1892–1972         |      | [ 10 ]   |
| Walther von Reichenau        | 19 juli 1940     | 1884–1942         |      | [ 11 ]   |
| Gerd von Rundstedt           | 19 juli 1940     | 1875–1953         |      | [ 12 ]   |
| Hugo Sperrle                 | 19 juli 1940     | 1885–1953         |      | [ 13 ]   |
| Erwin von Witzleben          | 19 juli 1940     | 1881–1944         |      | [ 14 ]   |
| Eduard von Böhm-Ermolli      | 31 oktober 1940  | 1856–1941         |      | [ 15 ]   |
| Erwin Rommel                 | 22 juni 1942     | 1891–1944         |      | [ 16 ]   |
| Georg von Küchler            | 30 juni 1942     | 1881–1968         |      | [ 17 ]   |
| Erich von Manstein           | 1 juli 1942      | 1887–1973         |      | [ 17 ]   |
| Friedrich Paulus             | 31 januari 1943  | 1890–1957         |      | [ 17 ]   |
| Ernst Busch                  | 1 februari 1943  | 1885–1945         |      | [ 18 ]   |
| Paul Ludwig Ewald von Kleist | 1 februari 1943  | 1881–1954         |      | [ 17 ]   |
| Maximilian von Weichs        | 1 februari 1943  | 1881–1954         |      | [ 17 ]   |
| Wolfram von Richthofen       | 16 februari 1943 | 1895–1945         |      | [ 17 ]   |
| Walter Model                 | 1 mars 1944      | 1891–1945         |      | [ 19 ]   |
| Ferdinand Schörner           | 5 april 1945     | 1892–1973         |      | [ 20 ]   |
| Robert Ritter von Greim      | 25 april 1945    | 1892–1945         |      | [ 21 ]   |